# عبد الودود شلبي
الدكتور عبد الودود إبراهيم شلبي (1925-) هو الأمين العام الأسبق للجنة للعليا للدعوة الإسلامية بالأزهر، ولد في قرية ميت عفيف مركز الباجور محافظة المنوفية. 

## تعليمه
حفظ القرآن الكريم في سن مبكرة في كتاب القرية والتحق بالتعليم الابتدائي بها. التحق بالأزهر الشريف سنة 1941 حتى نال الشهادة العالمية من كلية أصول الدين عام 1952. حصل على درجة الماجستير من جامعة الأزهر ثم حصل على درجة الدكتوراه من كلية الدراسات الشرقية بجامعة بنجاب بباكستان علم 1976 وقام بتوثيقها من جامعة كامبريدج بلندن في نفس العام وكانت حول موضوع الأصول الفكرية لحركة المهدي السوداني ودعوته.
بدأ حياته سكرتيرا للشيخ محمود شلتوت ثم عمل بمكتب الإمام الأكبر عبد الحليم محمود ثم أمينا عاما مساعدا لمجمع البحوث الإسلامية ثم أمينا عاما للجنة العليا للدعوة الإسلامية بالأزهر.

## نشاطاته
عمل محاضرا في العديد من الدول الإسلامية مثل باكستان وقطر والإمارات والكويت وماليزيا وإندونيسيا وبريطانيا وأستراليا لكونه من العلماء الأزهريين القلائل الذين يجيدون اللغة الإنجليزية بجانب اللغة العربية ثم عمل مديرا للمركز الإسلامي بمدينة سيدني بأستراليا بين عامي 1978-1980.
- في عهد الدكتور عبد الحليم محمود رأس تحرير مجلة الأزهر خلفا للشيخ عبد الرحيم فودة.
- في عام 1982 اختير أمينا لمؤتمر العيد الألفي بالأزهر الشريف.
- في عام 1985 اختير أمينا لمؤتمر السيرة والسنة الذي نظّمه الأزهر.
- عمل مستشارا للاتحاد الدولي للبنوك الإسلامية.
- أُحيل إلى التقاعد من العمل بالأزهر عام 1990 وتفرغ بعدها للكتابة.
- قام الرئيس حسني مبارك رئيس جمهورية مصر العربية بتكريمة ومنحة وسام الامتياز من الدرجة الأولى 1991.
- قامت مشيخة الطريقة العزمية بتكريمه 1995.

## من مؤلفاته
- في محكمة التاريخ، 1987
- أبو جهل يظهر في بلاد الغرب، 2001
- الوحدة الإسلامية في ضوء الخطبة الشامية، 1995
- عرب ومسلمون للبيع، 1992
- كيف أرى الله، 1985
- القرآن يتحدى، 2000
- الإسلام والغرب، 2004
- الدين الإسلامي وأركانه، 1993
- حوار صريح بين عبد الله وعبد المسيح،
- قضايا إسلامية معاصرة...هل انتشر الإسلام بالسيف؟
- الإسلام وخرافة السيف
- حقائق ووثائق: دراسة ميدانية عن الحركات التنصيرية في العالم الإسلامي، 1989
- الزحف إلى مكة: حقائق ووثائق عن مؤامرة التنصير في العالم الإسلامي، 1989
- رسالة إلى البابا
- المحاولة الفاشلة لتنصير طالب الأزهر،
- الأزهر.. الحاضر الغائب،
- من شيخ أزهري لشيخ أزهري: الأزهر إلى أين؟،
- كلنا إخوة شيعة وسنة، 1998
- حتى لا نخدع، 1991
- الأصول الفكرية لحركة المهدي السوداني ودعوته، رسالة الدكتوراه.
- الإسلام دين الحياة، باللغة الإنجليزية، (بالإنجليزية: Islam Religion of Life)‏
- جنرالات تركيا لماذا يكرهون الإسلام؟
- ما لا يعرفة المسلمون عن المسلمين في العالم
- بنديكت السادس عشر البابا الذي لا يعرف شيئا
- رسالة إلى البابا والفاتيكان
- السفور والحجاب
- حول العالم الإسلامي في ثلاثين عاما
- التزوير المقدس
- لماذا يخافون الإسلام؟
- أفيقوا قبل أن تدفعوا الجزية
- صوت الإسلام يرتفع من موسكو
- خطاب مفتوح إلى الرئيس الأمريكي
- الحوار بين الأديان: أسراره وخفاياه
- إجابات حاسمة إلى الأخت الفرنسية المسلمة، 1987
- حوار مع طالبات جامعة سان دي فتسن

## وفاته
توفي يوم 21 مايو 2008م ودفن بمسقط رأسة بقرية ميت عفيف مركز الباجور بمحافظة المنوفية.